# Haselton Glacier
Haselton Glacier är en glaciär i Antarktis. Den ligger i Östantarktis. Nya Zeeland gör anspråk på området. Haselton Glacier ligger 1 422 meter över havet.
Terrängen runt Haselton Glacier är bergig österut, men västerut är den kuperad. Trakten är obefolkad. Det finns inga samhällen i närheten. 